# کلر راشبروک
کلر راشبروک (انگلیسی: Claire Rushbrook؛ زادهٔ ۲۵ اوت ۱۹۷۱) یک هنرپیشه اهل بریتانیا است.
از فیلم‌ها یا برنامه‌های تلویزیونی که وی در آن نقش داشته است، می‌توان به شروود، رازها و دروغ‌ها، گناهان، پلانکت و مک‌لین و آرزوهای بزرگ اشاره کرد.